# Order Korony Wirtemberskiej
Order Korony Wirtemberskiej (niem. Orden der Württembergischen Krone) – najwyższe odznaczenie Królestwa Wirtembergii, nadawane za szczególnie chwalebną służbę. Odznaczano nim również obcokrajowców.
Order kilkukrotnie zmieniał nazwę. Ustanowiony przez Eberharda Ludwika Wirtemberskiego jako Order Myśliwski (Jagdorden, Ritterorden von der Jagd) w 1702, później nazwany Order Wielki Elektorski Wirtemberski (Churfürstlich-Württembergischen Grossen Orden), od 1 stycznia 1806 Order Orła Złotego (Orden des Goldenen Adlers) i ostatecznie, od 23 września 1818, Order Korony Wirtemberskiej. Po włączeniu królestwa w 1871 roku w skład Cesarstwa Niemieckiego przetrwał jako order domowy dynastii Wirtembergów.
Synowie wirtemberskiego króla otrzymywali go w dniu siódmych urodzin, a pozostali książęta królewskiej krwi w wieku 17 lat.
W kolejności wirtemberskich odznaczeń znajdował się na pierwszym miejscu, przed Orderem Zasługi Wojskowej.
Jego dewizą były słowa „FURCHTLOS UND TREU” (nieustraszony i wierny).
Noszony był na amarantowej wstędze orderowej z dwoma wąskimi czarnymi paskami wzdłuż brzegów, a w przypadku głów państw i członków panujących dynastii noszono go na wstędze purpurowej z dwoma czarnymi paskami. Mógł być nadany z mieczami – za zasługi wojskowe podczas wojny.
Dzielił się początkowo na trzy klasy, a później na pięć klas i dwa medale. Ostateczny, pięcioklasowy podział wraz ze złotym medalem powstał w 1918:
- I klasa – Krzyż Wielki (Großkreuz)
- II klasa – Komandor z Gwiazdą (Komtur mit Stern), od 1889
- III klasa – Komandor (Komtur)
- IV klasa – Krzyż Honorowy (Ehrenkreuz), od 1870
- V klasa – Kawaler (Ritter)
- Złoty Medal Zasługi (Goldene Verdienstmedaille)
- Srebrny Medal Zasługi (Silberne Verdienstmedaille), zniesiony w 1892[8].

| Baretki orderu        |                       |
| Krzyż Wielki (władcy) | Krzyż Wielki          |
| Komandor z Gwiazdą    | Komandor              |
| Krzyż Honorowy        | Kawaler               |
| Złoty Medal Zasługi   | Srebrny Medal Zasługi |